# Mount Alice Gade
Mount Alice Gade är ett berg i Antarktis. Det ligger i Västantarktis. Nya Zeeland gör anspråk på området. Toppen på Mount Alice Gade är 3 440 meter över havet, eller 53 meter över den omgivande terrängen. Bredden vid basen är 4,9 km.
Terrängen runt Mount Alice Gade är bergig norrut, men söderut är den kuperad. Trakten är obefolkad. Det finns inga samhällen i närheten.